# 대추곰
대추곰은 대추로 만든 한국의 죽이다.
대추나무를 씻어 말린 것을 물에 끌이고 씨를 제거하기 위해 체로 친다. 체로 친 대추나무를 찹쌀을 넣어 끓인다. 이 요리는 다진 호두와 통잣을 곁들여 먹기도 한다.